# Boney Kapoor
Boney Kapoor (Pandharpur, 11 november 1955) is een Indiase filmproducent. 

## Biografie
Kapoor is de zoon van Surinder Kapoor. Zijn broers Anil en Sanjay zijn acteurs en spelen een rol in veel van zijn films. Uit Kapoor's eerste huwelijk met producente Mona Shourie Kapoor kreeg hij twee kinderen waaronder Arjun Kapoor. Uit zijn tweede huwelijk met  actrice Sridevi, kreeg hij ook twee kinderen, waaronder Janhvi Kapoor. Zijn zus Reena is getrouwd met Sandeep Marwah, de man achter de beroemde Marwah Films & Video Studio in de filmstad Noida.
Hij verscheen voor het eerst voor de camera als zichzelf in de film AK vs AK (2020). In Tu Jhoothi Main Makkaar (2023) speelde hij in een ondersteunende rol als de vader van Ranbir Kapoor.

## Filmografie

### als producent
| Jaar | Film                        |
| ---- | --------------------------- |
| 1980 | Hum Paanch                  |
| 1983 | Woh Saat Din                |
| 1987 | Mr. India                   |
| 1992 | Raat                        |
| 1992 | Drohi                       |
| 1993 | Roop Ki Rani Choron Ka Raja |
| 1995 | Prem                        |
| 1996 | Loafer                      |
| 1997 | Judaai                      |
| 1999 | Sirf Tum                    |
| 2000 | Pukar                       |
| 2000 | Hamara Dil Aapke Paas Hai   |
| 2002 | Koi Mere Dil Se Poochhe     |
| 2002 | Company                     |
| 2002 | Shakti                      |
| 2003 | Khushi                      |
| 2004 | Run                         |
| 2004 | Kyun...! Ho Gaya Na         |
| 2004 | Malini Iyer (TV serie)      |
| 2005 | Malini Iyer (TV serie)      |
| 2005 | Bewafaa                     |
| 2005 | No Entry                    |
| 2009 | Wanted                      |
| 2010 | Milenge Milenge             |
| 2015 | Tevar                       |
| 2017 | Mom                         |
| 2019 | Nerkonda Paarvai (Tamil)    |
| 2020 | It's My Life                |
| 2021 | Vakeel Saab (Telugu)        |
| 2021 | Jeet Ki Zid                 |
| 2022 | Valimai (Tamil)             |
| 2022 | Nenjuku Needhi (Tamil)      |
| 2022 | Veetla Vishesham (Tamil)    |
| 2022 | Mili                        |
| 2023 | Thunivu (Tamil)             |

### als acteur
| Jaar | Film                    | Rol          |
| ---- | ----------------------- | ------------ |
| 2020 | AK vs AK                | zichzelf     |
| 2023 | Tu Jhoothi Main Makkaar | Ramesh Arora |